# Tillandsia hirtzii
Tillandsia hirtzii är en gräsväxtart som beskrevs av Werner Rauh. Tillandsia hirtzii ingår i släktet Tillandsia och familjen Bromeliaceae. Inga underarter finns listade i Catalogue of Life.